# کاشی‌ماهی‌های آمریکایی
کاشی‌ماهی‌های آمریکایی (نام علمی: Caulolatilus) نام یک سرده از خانواده کاشی‌ماهیان است.